# Donna Urquhart
Pour les articles homonymes, voir Urquhart.
Donna Belle Urquhart connue aussi sous le nom de Donna Lobban, née le 19 décembre 1986 à Yamba, est une joueuse professionnelle de squash représentant l'Australie. Elle atteint en mai 2011 la 13e place mondiale, son meilleur classement.
Elle fait partie de l'équipe australienne championne du monde en 2010 à Palmerston North. Son cousin Cameron Pilley est également joueur professionnel de squash,. Avec celui-ci, elle remporte les Jeux du Commonwealth en 2018
Elle est mariée avec le joueur de squash écossais Greg Lobban depuis avril 2018.

## Biographie
Elle grandit à Yamba où beaucoup d'enfants jouent au squash en suivant l'exemple de sa mère, excellent joueuse. Elle intègre ensuite le Australian Institute of Sport de Brisbane.
Donna Urquhart se révèle une junior brillante remportant 5 titres juniors de l'Open d'Australie mais également le British Junior Open. Elle intègre le circuit dès 2006 et dès la fin de cette année, elle gagne 100 places pour être classée 52e. En 2009, elle sort des poules de qualification pour atteindre les 1/4 de finale du British Open. Peu après, elle intègre le top 20.
Elle passe près d'un an sur la touche après l'US Open 2018 en raison d'une blessure au genou, avant de revenir lors de l'Open de Chine pour lancer sa campagne 2019-2020.
Elle a chuté jusqu'à la 67e place mondiale, mais réussit à se frayer un chemin vers le top 25 grâce à une série de bons résultats. Elle atteint les huit dernières places du Monte Carlo Squash Classic et du Carol Weymuller Open.
Elle se retire du circuit en janvier 2023.

## Palmarès

### Titres
- Monte-Carlo Squash Classic : 2017
- Championnats d'Australie : 2 titres (2009, 2019)
- Championnats du monde par équipes : 2010

### Finales
- Open du Texas : 2017